# Шебанова Горка
Шебанова Горка — опустевшая деревня в Удомельском городском округе Тверской области.

## География
Деревня находится в северной части Тверской области на расстоянии приблизительно 23 км на запад по прямой от железнодорожного вокзала города Удомля.

## История
Показана на карте 1853 года как Горка с 20 дворами. До 2015 года входила в состав Мстинского сельского поселения до упразднения последнего. С 2015 года в составе Удомельского городского округа.

## Население
Численность населения не была учтена как в 2002 году, так и в 2010.